# South Point (Texas)
Pour les articles homonymes, voir South Point.
South Point est une census-designated place du comté de Cameron, au sud de l'état du Texas à proximité de la frontière avec le Mexique.
Sa population était de 1 376 habitants en 2010.